# Seriolella caerulea
Seriolella caerulea is een  straalvinnige vissensoort uit de familie van Centrolophidae. De wetenschappelijke naam van de soort is voor het eerst geldig gepubliceerd in 1848 door Guichenot.
De soort staat op de Rode Lijst van de IUCN als niet bedreigd, beoordelingsjaar 2009.